# كرد1 (قناة)
 
كرد1  هي قناة مستقلة كردية تبث باللغة الكردية قناة البث من فرنسا. في أوروبا وتستند إلى استوديوهات في فرنسا، ألمانيا والسويد.

## البرمجة
Kurd1 قناة يعطي مساحة كبيرة في برمجته للسينما أخبار الرياضة، لالأكراد. Kurd1 تنتج جزءا كبيرا من برامجها نفسها. انها تبث من يوتلسات 'ق هوت بيرد 6 العنوان 13 درجة شرقا القمر الصناعي